# 老古毛
老古毛 是 雪蘭莪州烏魯雪蘭莪縣的一個巫金，也是新古毛的一區。

## 傳説
瓜拉古毛（Kuala Kubu）曾因白鱷魚的故事而聞名。根據馬來西亞國家檔案館記載，安邦柏查（Empang@Ampang Pecah）這個名字源自於大約1883年的一個關於白鱷魚的傳奇故事。當時，一位名叫塞西爾·蘭金（Cecil Ranking）的英國軍官，執意射殺了一條白鱷魚，據說這條鱷魚被村民視為「河流守護神」。
由於他執意要射殺鱷魚，引發了一場大洪水，摧毀了村民們用原木和泥土在雪蘭莪河支流古毛河上建造的水壩。這座水壩長約1.6公里，寬超過91.4公尺。水壩決堤的悲劇也被稱為「古毛河史」。